# 三遊亭右左喜
三遊亭 右左喜（さんゆうてい うさぎ）は、落語家の名跡。過去4人ほど右左喜を名乗った落語家が存在する。
上方には林家うさぎがいる。
- 三遊亭右左喜 - 後∶初代三遊亭圓歌
- 三遊亭右左喜 - 後∶四代目柳家枝太郎
- 三遊亭右左喜 - 後∶初代古今亭志ん上
- 三遊亭右左喜 - 本項にて記述

三遊亭 右左喜（さんゆうてい うさぎ、1960年9月18日 - ）は、東京都三鷹市出身の落語家。落語芸術協会所属。本名∶小出 正彦。出囃子は『うさぎのダンス』。
長男は紙切り芸人の林家喜之輔、次男は曲独楽（前座）のやなぎ弥七（父と同様に落語芸術協会に所属）。

## 経歴
- 1979年4月 - 3代目三遊亭圓右に入門。三遊亭右伊を名乗る。
- 1983年6月 - 二ツ目昇進。三遊亭右左喜と改名。
- 1994年5月 - 三遊亭遊吉、三遊亭とん馬、春風亭柏枝とともに真打昇進。